# Luftskyddsinspektionen
Luftskyddsinspektionen var en svensk statlig myndighet som med stöd av luftskyddslagen inrättades 1937 och verkade fram till 1944.

## Historik
Luftskyddsinspektionen svarade för att leda, samordna och övervaka landets luftskydd, vilket var en del av civilförsvaret och syftade till att försvåra flyganfall samt begränsa eventuella verkningar. Åtgärderna var inte militärt anknutna, utan man inriktade sig på utbildning och liknande åtgärder. Luftskyddsinspektionen organiserade luftskyddet och utbildade bland annat hemskyddsledare, hemskyddssamariter och brandvakter. Dess förste chef (1937–1940) var Alvar Zetterquist. Han efterträddes av Gunnar Jonsson.
Luftskyddsinspektionens verksamhet, tillsammans med Statens utrymningskommission, överfördes 1944 till den nyinrättade Civilförsvarsstyrelsen. Överföringen reglerades i kungörelsen 1944:636 

## Luftskyddsinspektionens allmänna anvisningar
Luftskyddsinspektionen gav ut allmänna anvisningar för hur ett gott luftskydd skulle bedrivas. Detta gjordes i en skriftserie:

1. Planläggning och organisation av det civila luftskyddet
2. Instruktioner för gasskyddstjänstens olika avdelningar
3. Luftskydd. Korta anvisningar för envar.
4. Luftskydds- och gasskyddsåtgärder för handelsfartyg
5. Luftskyddets utbildningsverksamhet. Anvisningar och kursplaner
6. Tekniska anvisningar för anordnande av skyddsrum
7. Planläggning och organisation av industriluftskyddet
8. Handhavande, förvaring och vård av luftskyddsmateriel
9. Hemskyddet
10. Luftskyddets ledning. Observations- och rapporttjänst
11. Utrymning av luftskyddsort
12. Luftskyddets sjukvårdstjänst
13. Luftskyddets reparationstjänst
14. Luftskyddets brandtjänst
15. Luftskyddets röjnings- och räddningstjänst
16. Skydd av liv och egendom i mindre orter, villaområden och på landsbygden
17. Orienteringsförsvårande åtgärder
18. Skogsluftskyddet